# Buduchische Sprache

Buduchisch (Nr. 8) im Umfeld der Nordostkaukasischen Sprachfamilie

Das Buduchische (Eigenbezeichnung: budanu mez) ist eine in Aserbaidschan gesprochene (nordostkaukasische) nachisch-dagestanische Sprache vom Zweig der lesgischen Sprachen und wird von ca. 1.000 Menschen gesprochen.

## Sprachliche Situation
Die buduchische Sprache ist vom Aussterben bedroht, da sie unter starkem Assimilierungsdruck von Seiten des Aserbaidschanischen steht.